# William Waynflete

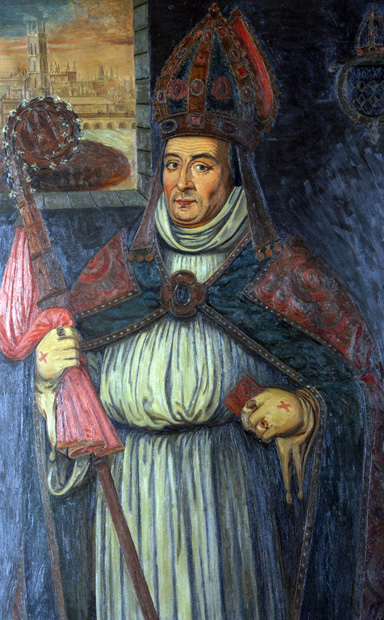
William Waynflete

William Waynflete (* um 1395 in Wainfleet, Lincolnshire als William Patten; † 11. August 1486 in Bishop’s Waltham, Hampshire) war ein englischer Bischof und Lordkanzler.

## Leben
1429 übernahm er die Leitung des Winchester College und 1442 die von Eton. 1447 wurde er Bischof von Winchester. Ein Jahr später gründete er in Oxford das Magdalen College, das zum bedeutendsten geisteswissenschaftliche Institut der Universität wurde. 1450 beauftragte ihn die Krone mit der Niederwerfung des Cade-Aufstands, und 1456 wurde er Lordkanzler von England. 1460 musste er dieses Amt niederlegen.